# Фудбалски савез Бонера
Фудбалски савез Бонера (енгл. Bonaire Football Federation, BFF; пап. Federashon Futbòl Boneriano) је фудбалска асоцијација Бонера која организује највише фудбалско такмичење на Бонеру, Бонер лигу, и одговорна је за фудбалску репрезентацију Бонера. ФФБ није члан ФИФАе, али је привремено члан ЦФУа Карипске фудбалске уније и члан КОНКАКАФа. Ову федерацију подржава Холандска федерација (КНВБ) која жели да промовише њен развој.
Фудбалски савез Бонера основан је маја 1960. Хосе Франс, учитељ и политичар, био је његов први председник.  До распуштања Холандских Антила 2010. године, савез је потпадао директно под холандски Антилеан футбал јунион. Постала је придружени члан КОНКАКАФа 2012. године, а званични члан 2014. године. 
На Бонеру 2008. године се водила борба за фудбалску првласт, где су три тима С.В. Уругвај, СВ Реал Ринкон и СВ Веспо су сваки основали своју организацију са својим такмичењем. У овом такмичењу помогли су им поново основани Атлетико Фламинго (који је последњу утакмицу одиграо 1989. године) и Ариба Перу. Недељу дана након објављивања планова, СВ Естрелас је такође одлучио да се активира. Званично, ови тимови никада нису отказали чланство у ФФБу.